# Rockwell XFV-12
El Rockwell XFV-12 fue un prototipo de caza embarcado de la década de 1970 para la Armada de los Estados Unidos. El XFV-12 combinaba la velocidad Mach 2 y los misiles AIM-7 Sparrow del caza F-4 Phantom II con las características de un avión de aterrizaje y despegue vertical (VTOL) para ser desplegado en los entonces futuribles Sea Control Ship, un diseño de portaaviones de escaso desplazamiento, y que estaban siendo estudiados al mismo tiempo. En teoría, el XFV-12 parecía ser superior que el avión de ataque Hawker Siddeley Harrier británico. Sin embargo, al no conseguirse la potencia requerida para el vuelo vertical, incluso instalando un nuevo motor con más empuje que su peso en vacío, el proyecto fue abandonado.

## Especificaciones
Referencia datos: Globalsecurity.org

### Características generales
- Tripulación: 1 piloto
- Longitud: 13,4 m
- Envergadura: 8,7 m
- Peso vacío: 6.259 kg
- Peso máximo al despegue: 11.000 kg
- Planta motriz: 1× Turbofán Pratt & Whitney F401-PW-400.  
  - Empuje con postquemador: 30.000 lbf de empuje.

### Rendimiento
- Velocidad máxima operativa (Vno): Mach 2,2-2,4
- Empuje/peso: 1,5

### Armamento
- Cañones: 1× M61 Vulcan de 20 mm, con 639 proyectiles
- Misiles: 2× misiles aire-aire AIM-7 Sparrow (bajo el fuselaje) y 2× AIM-9L Sidewinder, o 4× AIM-7

### Desarrollos relacionados
- A-4 Skyhawk
- F-4 Phantom II

### Aeronaves similares
- EWR VJ 101
- VFW VAK 191B
- Lockheed XV-4 Hummingbird
- Dassault Mirage IIIV
- Yakovlev Yak-38
- Hawker Siddeley Harrier
- Hawker Siddeley P.1127

### Secuencias de designación
- Secuencia NA-_ (interna de North American): ← NA-353 - NA-354 - NA-355 - NA-356 - NA-357 - NA-358 - NA-359 →
- Secuencia _V-_ (Aeronaves STOL/VTOL estadounidenses, 1962-presente): ← OV-10 - V-11 - OV-12 - FV-12 - V-15 - AV-16 - UV-18 →

### Listas relacionadas
- Anexo:Aeronaves de la Fuerza Aérea de los Estados Unidos (históricas y actuales)